# 1966 en cyclisme

date à confirmer sur certain calendriers 
| Années du cyclisme : 1963 - 1964 - 1965 - 1966 - 1967 - 1968 - 1969    |
| Décennies du cyclisme : 1930 - 1940 - 1950 - 1960 - 1970 - 1980 - 1990 |

Les faits marquants de l'année 1966 en cyclisme.

## Par mois

### Février
- 12 février : le Français Fernand Etter gagne le Grand Prix de Saint-Raphaël.
- 13 février : l'Espagnol Angelino Soler Romaguera gagne le Tour du Levant.
- 13 février : l'Italien Flavio Vicentini gagne le Grand Prix de Cannes.
- 20 février : l'Espagnol Jésus Aranzabal gagne le Tour d'Andalousie.
- 20 février : l'Italien Antonio Bailetti gagne le Trophée Laigueglia.
- 20 février : le Belge Robert Lelangue gagne le Grand Prix d'Antibes.
- 21 février : le Français Jean Marcarini gagne la ronde d'Aix en Provence.
- 22 février : le Français André Zimmermann gagne le Grand Prix d'Aix-en-Provence.
- 24 février : l'Italien Gianni Motta gagne le Grand Prix de Monaco.
- 26 février : le Britannique Vincent Denson gagne le Grand Prix de Fréjus.
- 27 février : le Français Pierre Beuffeuil gagne le Grand Prix de St Tropez.

### Mars
- 3 mars : le Français Jacques Anquetil gagne le Tour de Sardaigne.
- 3 mars : le Français Paul Gutty gagne le Grand Prix de Nice.
- 3 mars : le Belge Fernand Deferm gagne le Tour du Limbourg.
- 5 mars : le Néerlandais Jo de Roo gagne le Circuit Het Volk.
- 5 mars : l'Italien Pasquale Fabbri gagne Sassari-Cagliari.
- 6 mars : le Belge Gustave Desmet gagne Kuurne-Bruxelles-Kuurne pour la deuxième fois.
- 6 mars : le Français Lucien Aimar gagne Genes-Nice.
- 12 mars : le Belge Albert Van Vlierberghe gagne le Circuit des régions flamandes.
- 13 mars : l'Italien Dino Zandegu gagne le premier Tirreno-Adriatico.
- 13 mars : le Belge Noël Van Clooster gagne le Circuit des Ardennes Flamandes.
- 17 mars : l'Italien Marino Vigna gagne Milan-Turin.
- 18 mars : l'Allemand Rudy Altig gagne le Tour du Piémont.
- 15 mars : le Français Jacques Anquetil gagne Paris-Nice comme l’année précédente. Il arrache la victoire à Raymond Poulidor lors de la dernière étape. C'est sa cinquième victoire dans cette épreuve, record qui durera jusqu'en 1987.
- 19 mars : le Belge Rik Wouters gagne le Circuit du Pays de Waes.
- 20 mars :  le Belge Eddy  Merckx s'impose sur milan -san Remo à 20 ans. il s'agit de sa première fois dans l'épreuve et de sa première victoire sur une classique. Il lèvera les bras en vainqueur à six autres reprises à San remo.
- 23 mars : le Belge Herman Van Springel gagne sa première classique sur Gand-Wevelgem.
- 24 mars : l'Espagnol Manuel Martin Pinera gagne le Trophée Masferrer.
- 26 mars : le Belge Rik Van Looy gagne le Grand Prix E3 pour la troisième année d'affilée.
- 27 mars l'Allemand Rudy Altig gagne le Tour de Toscane.
- 27 mars : l'Espagnol José Manuel Lopez Rodriguez gagne la Semaine catalane.
- 27 mars : le Belge Arthur Decabooter gagne le Circuit des 11 Villes.
- 27 mars : le Suisse Auguste Girard gagne le Tour des 4 cantons.
- 30 mars : le Français Raymond Poulidor gagne le Critérium national de la route.pour la deuxième fois.

### Avril
- 3 avril : l'Italien Michele Dancelli gagne le Tour de la province de Reggio de Calabre.
- 3 avril : le Belge Walter Godefroot gagne " A Travers la Belgique".
- 3 avril : l'Espagnol Antonio Gómez del Moral gagne le Grand Prix de Printemps.
- 6 avril : le Belge Eddy Merckx gagne le Grand Prix Pino Cerami.
- 7 avril : l'Italien Guido De Rosso gagne le Tour de Campanie.
- 7 avril : le Néerlandais Jan Janssen gagne la Flèche brabançonne.
- 9 avril : le Belge Edward Sels gagne le Tour des Flandres, la plus importante victoire de sa carrière.
- 10 avril : l'Espagnol Juan José Sagarduy gagne le Grand Prix de Pâques.
- 10 avril : le Belge Rik Van Looy gagne le Circuit des Régions Fruitières.
- 12 avril : le Français Désiré Letort gagne Paris-Camembert.
- 12 avril : le Belge Hernan Vrancken gagne le Grand Prix de Denain.
- 14 avril : l'Italien Vittorio Adorni gagne le tour de Belgique.
- 17 avril : l'Italien Felice Gimondi gagne en solitaire Paris-Roubaix.
- 21 avril : le Français Henry Anglade gagne le Tour de L'Hérault.
- 21 avril : le Belge Edward Sels gagne le Grand Prix de la Banque. L'épreuve ne sera pas disputée en 1967 et reprendra en 1968.
- 21 avril : le Néerlandais Piet Rentmeester gagne la Flèche Enghiennoise.
- 23 avril : l'Espagnol Juan Maria Uribezubia gagne le Tour de Majorque.
- 23 avril : le Français Raymond Delisle gagne la Course de Côte du Mont-Faron en ligne.
- 24 avril : l'italien Felice Gimondi gagne Paris-Bruxelles, la classique des deux capitales ne sera plus disputée jusqu'en 1973.
- 24 avril : l'Italien Gianni Motta gagne le Tour de Romagne.
- 24 avril : le Belge Kamiel Vyncke gagne Bruxelles-Charleroi-Bruxelles. Ensuite l'épreuve disparait du calendrier international.
- 26 avril : le Belge Jacques de Boever gagne la Nokere Koerse.
- 27 avril : le Britannique Michael Wright gagne Bruxelles-Verviers.
- 29 avril : l'Italien Michele Dancelli s'impose au sprint devant ses deux compagnons d'échappée Lucien Aimar et Rudi Altig lors de la Flèche wallonne.
- 30 avril : le Français Jean Stablinski décroche la victoire sur la première édition de l'Amstel Gold Race.
- 30 avril : le Belge Julien Van de Laer gagne St Kwintens-Lennik.

### Mai
- 1er mai le belge Petrus Oellibrandt gagne le Grand Prix Hoboken.
- 2 mai : le Français Jacques Anquetil gagne Liège-Bastogne-Liège en solitaire. C'est la dernière grande victoire dans une course en ligne pour le champion.
- 5 mai : l'Italien Italo Zilioli gagne le Championnat de Zurich.
- 8 mai : le Belge Julien Stevens gagne le Tour du Brabant Central.
- 9 mai : le Belge Jean Monteyre gagne le Circuit du Tournaisis.
- 9 mai : le Belge Auguste Verhaegen gagne le Circuit des 3 Provinces Belge.
- 11 mai : le Français Raymond Poulidor gagne le Critérium du Dauphiné libéré.
- 15 mai : l'Italien Gianni Motta gagne le tour de Romandie.
- 15 mai : le Belge Théo Mertens gagne les 4 jours de Dunkerque.
- 15 mai : l'Espagnol Francisco Gabica remporte la 21e édition du Tour d'Espagne.
- 15 mai : le Néerlandais Wim De Jager gagne le Grand Prix de Dortmund.
- 15 mai : le Français Raymond Poulidor gagne la Course de Côte du Mont-Faron Contre La Montre pour la deuxième fois..
- 19 mai : le Belge Pierre Vreys gagne le Tour de Condroz
- 19 mai : le Britannique Barry Hoban gagne le grand prix de Francfort.
- 19 mai : le Néerlandais Jan Janssen gagne Bordeaux-Paris.
- 21 mai : le Belge Eric de Munster gagne la Flèche Côtière.
- 22 mai : le Français Hubert Niel gagne le Tour de l'Oise.
- 22 mai : l'Allemand Wilfried Peffgem gagne le Tour du Canton d'Argovie.
- 22 mai : le Belge Eddy Merckx gagne Bruxelles-Meulebeke.
- 22 mai : le Belge Yvo Molenaers gagne le Circuit Mandel-Lys-Escaut.
- 22 mai : le Français Guy Seyve gagne la Poly Lyonnaise.
- 29 mai : le Français Raymond Poulidor gagne Subida a Arrate.
- 29 mai : le Belge Frans Brands gagne le Tour du Brabant Ouest.
- 30 mai : le Belge Joseph Maty gagne le Circuit de  Flandre Orientale.
- 30 mai : le Belge Herman Van Springel gagne la Flèche Hesbignonne.

### Juin
- 5 juin : l'Allemand Horst Oldenburg gagne le Tour du Nord-Ouest de la Suisse.
- 5 juin : le Belge René Van Meenen gagne le Circuit de Belgique Centrale.
- 6 juin : l'Espagnol Mariano Diaz gagne le Tour des vallées minières.
- 9 juin : l'Italien Gianni Motta gagne la 49e édition du Tour d'Italie.
- 9 juin : le Portugais Joaquim Silva Leao gagne Porto-Lisbonne.
- 12 juin : le Belge Jan Nolmans gagne la Flèche des Polders.
- 13 juin : le Luxembourgeois Edy Schutz gagne le Tour de Luxembourg .
- 14 juin : le Belge Eddy Merckx gagne la 2e étape du Midi Libre Montpellier-Millau.
- 15 juin : le Belge Herman Van Springel gagne Bruxelles-Ingooigem.
- 16 juin : le Français Jean Claude Theillière gagne le Grand Prix du Midi libre.
- 18 juin : l'Italien Ambrogio Portulapi gagne le tour de Suisse.
- 18 juin : le Belge Willy Vannitsen gagne le Circuit du Limbourg. L'épreuve ne sera pas disputée en 1967 et reprendra en 1968.
- 19 juin : le Belge Gilbert Desmet ll (il y a 2 Gilbert Desmet dans le peloton) gagne le Tour de Flandre Orientale.
- 19 juin : le Français Jean Louis Bodin gagne les Boucles de la Seine.
- 19 juin : le Belge Roger Cooreman gagne le Circuit de Hageland-Campine Sud.
- 21 juin : départ du Tour de France, les bonifications sont supprimées, on s'attend à un duel Anquetil-Poulidor. L'Allemand Rudi Altig gagne la 1re étape Nancy-Charleville, 2e le Belge Willy Planckaert à 47 secondes, 3e le Belge Georges Vandenberghe, puis tout le peloton. Altig prend le maillot jaune.
- 22 juin : le Belge Guido Reybrouck gagne, au sprint devant 8 autres coureurs détachés, la 2e étape du Tour de France Charleville-Tournai, 2e le Néerlandais Jan Janssen, 3e le Belge Ward Sels, le Belge Willy Planckaert 11e à 11 secondes gagne le sprint du peloton. Au classement général, l'Allemand Rudi Altig reste leader et devance 6 hommes seconds à égalité à 36 secondes. Ces hommes sont départagés aux points : 2e Reybrouck, 3e Janssen.
- 22 juin : le Néerlandais Wim Schepers gagne le Manx Trophy.
- 23 juin : le contre la montre par équipe de la 1re demi-étape de la 3e étape du Tour de France autour de Tournai est remporté par l'équipe Televizer, 2e l'équipe Smiths à 15 secondes, 3e l'équipe Pelforth à 21 secondes. Ce contre la montre n'influe pas sur le classement général individuel, mais uniquement pour le classement par équipes.
- la 2e demi-étape Tournai-Dunkerque est remportée par le Néerlandais Gerben Karstens au sprint devant le Belge Josef Boons, 3e le Belge Willy Planckaert à 1 seconde, puis tout le peloton. Au classement général l'Allemand Rudi Altig devance encore 6 hommes seconds à égalité à 36 secondes, départagés aux points : 2e le Belge Ward Sels, 3e le Belge Guido Reybrouck.
- 24 juin : le Belge Willy Planckaert gagne, au sprint devant tout le peloton, la 4e étape du Tour de France Dunkerque-Dieppe, 2e le Belge Rik van Looy, 3e le Belge Guido Reybrouck.
- 25 juin : l'Italien Franco Bitossi gagne détaché la 5e étape du Tour de France Dieppe-Caen, 2e le Belge Ward Sels à 1 seconde, 3e le Belge Willy Planckaert, puis tout le peloton.
- 26 juin : le Belge Ward Sels gagne, au sprint devant tout le peloton, la 6e étape du Tour de France Caen-Angers, 2e le Belge Rik Van Looy, 3e le Belge Joseph Huysmans..
- 26 juin : l'Italien Giuseppe Grassi gagne le Grand Prix Cemab.
- 27 juin : le Belge Albert Van Vlierberghe gagne, au sprint devant ses 3 compagnons d'échappée, la 7e étape du Tour de France Angers-Royan, 2e le Belge Walter Boucquet, 3e le Belge Jos Van Der Vleuten, 4e l'Allemand Rudi Altig. Le Belge Willy Planckaert 5e à 16 secondes remporte le sprint du peloton. Le classement général sclérosé depuis le départ évolue un peu, 1er Altig, 2e Van Vlierberghe à 47 secondes, 3e le Belge Ward Sels à 52 secondes à égalité avec son compatriote Guido Reybrouck même temps.
- 28 juin : le Belge Willy Planckaert gagne, au sprint devant tout le peloton, la 8e étape du Tour de France Royan-Bordeaux, 2e le Néerlandais Gerben Karstens, 3e le Néerlandais Jan Janssen. Les premiers contrôles antidopage de l'histoire du Tour auront lieu dans la soirée dans les l'hôtels où séjournent les coureurs. Le Français Raymond Poulidor est le premier contrôlé.
- 29 juin : le Néerlandais Gerben Karstens gagne, au sprint devant tout le peloton, la 9e étape du Tour de France Bordeaux-Bayonne, 2e le Belge Willy Planckaert, 3e le Néerlandais Jan Janssen. À noter que les coureurs mirent pied à terre peu après le départ pour protester contre les contrôles antidopage.
- 30 juin : l'Italien Tommaso de Pra gagne, au sprint devant son compagnon d'échappée, la 10e étape du Tour de France Bayonne-Pau qui emprunte le col d'Aubisque, 2e le Belge Willy In't ven, 3e à 2 minutes 3 secondes le Néerlandais Jan Janssen qui règle au sprint un groupe de 18 coureurs parmi lesquels, le Belge Joseph Huymans 7e le Français Lucien Aimar 10e, l'Allemand Karl Heinz Kunde 11e, le Français Jean Claude Lebaude 16e. Les Français Raymond Poulidor 46e et Jacques Anquetil 55e termine dans un groupe, réglé au sprint par le Belge Ward Sels 23e, qui pointe à 9 minutes 18 secondes du vainqueur, l'espagnol Julio Jimenez arrive dans ce groupe 62e. Le Belge Guido Reybrouck est 78e à 13 minutes 22 secondes, le Belge Georges Van Vlierberghe est 100e à 17 minutes 35 secondes, l'Allemand Rudi Altig finit 104e même temps. Poulidor s'est fait piéger en surveillant Anquetil.  Il ne le sait pas encore, mais il vient de perdre le Tour, il ne rejoindra jamais ni Janssen ni Aimar. Au classement général, de Pra prend le maillot jaune, 2e Janssen à 2 minutes 3 secondes, 3e Huymans à 2 minutes 14 secondes. Lebaude 5e, Kunde 6e, Aimar 7e sont dans le même temps que le Belge. Poulidor est 29e à 9 minutes 29 secondes et Anquetil est 34e même temps.

### Juillet
- 1er juillet : l'Italien Marcello Mugnaini gagne en solitaire la 11e étape du Tour de France Pau Luchon qui emprunte les cols de Mente et du Portillon, 2e l'Allemand Rudi Altig à 48 secondes, 3e le Français Jacques Anquetil même temps, 4e le Français Jean Claude Lebaude à 50 secondes, 6e l'Espagnol Luis Santamarina, 7e le Français Raymond Poulidor tous même temps. Le Néerlandais Jan Janssen est 15e à 2 minutes 7 secondes, le Français Lucien Aimar est 22e dans le même groupe que ce dernier, même temps, l'Espagnol julio Jimenez ne fait pas mieux que 26e à 3 minutes 26 secondes et déçoit une seconde fois dans les Pyrénées. L' Italien Tommasso de Prat termine 45e à 6 minutes 58 secondes, le Belge Joseph Huysmans finit 50e à 7 minutes 59 secondes. Au classement général Lebaude prend le maillot jaune au points devant Kunde même temps, 3e Mugnaini à 17 secondes, 4e Janssen à 1 minute 16 secondes. Anquetil est 15e à 7 minutes 13 secondes et Poulidor est 16e à 7 minutes 15 secondes. Il y a repos le 2 juillet.
- 3 juillet : l'Allemand Rudi Altig gagne détaché la 12e étape du Tour de France Luchon-Revel qui emprunte le col du Portet d'Aspet, 2e le Britannique Tom Simpson à 1 seconde, 3e le Belge Joseph Spruyt à 2 secondes, 4e le Français Michel Grain à 4 secondes, 5e à 5 secondes le Belge Ward Sels qui règle le sprint du peloton. Le Français Jean Claude Lebaude est victime d'une cassure dans le peloton et finit 42e à 31 secondes ainsi que l'Italien Marcello Mugnaini 58e même temps. Au classement général, l'Allemand Karl Heinz Kunde prend le maillot jaune, 2e Lebaude à 27 secondes, 3e Mugnaini à 44 secondes.
- 4 juillet : le Belge Georges Vandenberghe gagne, au sprint devant ses 2 compagnons d'échappée, la 13e étape du Tour de France Revel-Sete, 2e le Britannique Tom Simpson, 3e l'Italien Guido de Rosso, le Belge Willy Planckaert 4e à 19 secondes remporte le sprint du peloton.
- 5 juillet : la 1re demi-étape de la 14e étape du Tour de France Montpellier-Aubenas est remportée par le Néerlandais Jo de Roo, 2e le Français Lucien Aimar à 4 secondes, 3e le Français Maurice Benet même temps, 4e le Belge Joseph Spruyt à 7 secondes, d'autre hommes sont intercalés et l'Italien Marcello Mugnaini 11e à 24 secondes remporte le sprint du peloton. Pas de changement pour la tête du classement général qui est la même depuis Revel, Aimar bien que gagnant 20 secondes reste 5e.
- la 2e demi-étape contre la montre autour de Aubenas est remportée par le Français Raymond Poulidor qui prend, pour la première fois dans un contre la montre, l'ascendant sur son compatriote Jacques Anquetil 2e à 7 secondes, 3e l"Allemand Rudi Altig à 29 secondes. Le Français Lucien Aimar est 9e à 47 secondes, le Néerlandais Jan Janssen est 11e à 57 secondes, l'Allemand Karl Heinz Kunde est 18e à 1 minute 31 secondes, l'Italien Marcello Mugnaini est 35e à 2 minutes 3 secondes et le Français Jean Claude Lebaude est 55e à 2 minutes 32 secondes. Au classement général, Kunde reste maillot jaune, 2e Janssen à 32 secondes, 3e Aimar à 52 secondes, 4e Mugnaini à 1 minute 16 secondes, 5e Lebaude à 1 minute 28 secondes. Poulidor est 13e à 5 minutes 44 secondes, 14e Anquetil à 5 minutes 49 secondes.
- 6 juillet : l'Espagnol Luis Otano gagne en solitaire la 15e étape du Tour de France Privas-Bourg d'Oisans qui emprunte le col d'Ornon, 2e l'Espagnol Joaquim Galera à 2 minutes 34 secondes, 3e l'Espagnol Julio Jimenez même temps. Le Français Raymond Poulidor est 8e à 3 minutes 22 secondes, le Néerlandais Jan Janssen est 10e à 3 minutes 53 secondes, 12e l'Allemand Karl Heinz Kunde à 3 minutes 54 secondes, le Français Lucien Aimar est 17e à 4 minutes. Le Français Jacques Anquetil arrive 24e à 4 minutes 25 secondes, il a compris qu'il ne gagnera pas le Tour et va reporter son aide sur son équipier Aimar. Le Français Jean Claude Lebaude 34e et l'Italien Marcello Mugnaini terminent dans le même groupe à 4 minutes 57 secondes. Au classement général : 1er Kunde, 2e Janssen à 31 secondes, 3e Aimar à 58 secondes, 4e Mugnaini à 2 minutes 19 secondes, 5e Lebaude à 2 minutes 31 secondes. Poulidor est 10e à 5 minutes 12 secondes, Anquetil est 14e à 6 minutes 20 secondes.
- 6 juillet : le Belge Eric de Munster gagne le Circuit des Monts du Sud-Ouest.
- 7 juillet : l'Espagnol Julio Jimenez retrouvé gagne en solitaire la 16e étape du Tour de France Bourg d'Oisans-Briançon qui emprunte les cols de la Croix de Fer, du Télégraphe et du Galibier, 2e le Français Jacques Anquetil à 2 minutes 25 secondes, 3e le Français Raymond Poulidor même temps, le Français Lucien Aimar est 9e à 3 minutes 31 secondes, le Néerlandais Jan Janssen est 10e, l'Italien Marcello Mugnaini est 15e tous même temps. L'Allemand Karl Heinz Kunde est 23e à 7 minutes 16 secondes, le Français Jean Claude Lebaude est 64e à 18 minutes 12 secondes et quitte les premières places. Au classement général Janssen prend le maillot jaune, 2e Aimar à 27 secondes, 3e Mugnaini à 1 minutes 48 secondes, 4e l'Espagnol José Momene (13e de l'étape à 3 minutes 31 secondes) à 2 minutes 42 secondes, 5e Kunde à 3 minutes 15 secondes, 6e Poulidor à 3 minutes 36 secondes, 7e Anquetil à 4 minutes 44 secondes.
- 8 juillet : l'Italien Franco Bitossi gagne, au sprint devant ses 4 compagnons d'échappée, la 17e étape du Tour de France Briançon-Turin qui emprunte les cols de Montgenèvre, de Sestrières, de Coletta et de Braida, 2e l'Espagnol Antonio Gomez del Moral, 3e l'Italien Giuseppe Fezzardi, 4e l'Allemand Rolf Wolfshol tous même temps. Le Belge Herman Van Springel, sur le point de l'emporter, est aiguillé hors du parcours de l'arrivée, il termine 5e à 7 secondes. Suivent à 1 minute 40 secondes, le Belge Frans Brands 6e, l'Espagnol Domingo Perurena 7e et le Français Lucien Aimar 8e. Ce dernier a trompé la vigilance de Poulidor, mais aussi celle de Janssen le maillot jaune, dans la descente du Coletta, le Belge Willy Planckaert 9e à 3 minutes 42 secondes remporte le sprint du peloton ou figurent tous les favoris. Au classement général, Aimar prend le maillot jaune, 2e le Néerlandais Jan Janssen à 1 minute 35 secondes, 3e l'Italien Marcello Mugnaini à 3 minutes 23 secondes, 4e l'Espagnol Momene à 4 minutes 15 secondes, 5e l'Allemand Karl heinz Kunde à 4 minutes 50 secondes, 6e Poulidor à 5 minutes 11 secondes, 7e Van Springel à 6 minutes 11 secondes 8e Anquetil à 6 minutes 19 secondes. Il y a repos le 9 juillet.
- 10 juillet : le Luxembourgeois Edy Schutz gagne la 18e étape du Tour de France Ivrée-Chamonix qui emprunte les cols du Grand Saint Bernard, de la Forclaz et des Montets, 2e le Français Raymond Poulidor à 1 seconde. Ce dernier a attaqué et joué son va tout dans la Forclaz et a rejoint Schutz, échappé depuis le Grand Saint Bernard, mais derrière Anquetil a mis un point d'honneur à ramener sur Poupou son compatriote et équipier Lucien Aimar dans un groupe de 16 hommes que le Néerlandais Jan Janssen, 3e à 50 secondes, règle au sprint, 4e le Belge Herman Van Springel. Anquetil est 7e, Aimar est 10e, l'Espagnol José Momene est 8e, l'Allemand Karl Heinz Kunde est 13e et l'Italien Marcello Mugnaini est 18e tous même temps. Au classement général 1er Aimar, 2e Janssen à 1 minute 35 secondes, 3e Mugnaini à 3 minutes 23 secondes, 4e Momene à 4 minutes 17 secondes, 5e Poulidor à 4 minutes 22 secondes, 6e Kunde même temps, 7e Van Springel à 6 minutes 11 secondes, 8e Anquetil à 6 minutes 19 secondes.
- 10 juillet : l'Espagnol José Albeda Tormo gagne le Tour de Cantabrie.
- 11 juillet : le Belge Ferdinand Bracke gagne en solitaire la 19e étape du Tour de France Chamonix-Saint Étienne qui emprunte le col de la République, 2e le Luxembourgeois Edy Schutz à 51 secondes, 3e l'Espagnol Esteban Martin à 52 secondes, 4e l'Espagnol Aurelio Gonzalez à 54 secondes, l'Espagnol Domingo Perurena 5e à 1 minute 2 secondes, remporte le sprint du peloton. Pas de changement en tête du classement général. À noter l'abandon du Français Jacques Anquetil.
- 12 juillet : le Néerlandais Henk Nijdam gagne, détaché devant ses 3 compagnons d'échappée, la 20e étape du Tour de France Saint Étienne-Montluçon, 2e le Belge Walter Boucquet à 1 seconde, 3e l'Espagnol Gines Garcia à 2 secondes, 4e l'Espagnol Valentin Uriona à 4 secondes, le Néerlandais Gerben Karstens 5e à 53 secondes remporte le sprint du peloton. Pas de changement en tête du classement général.
- 12 juillet : l'Italien Franco Cribiori gagne le Grand Prix de Montelupo.
- 13 juillet : le Français Pierre Beuffeuil gagne en solitaire la 21e étape du Tour de France Montluçon-Orléans, 2e le Belge Jos Van der Vleuten à 3 minutes 15 secondes, 3e le Belge Georges Vandenberghe à 4 minutes 13 secondes, suivent d'autres hommes intercalés et le Néerlandais Gerben Karstens 8e à 4 minutes 18 secondes remporte le sprint du peloton. Pas de changement en tête du classement général.
- 14 juillet : la 1re demi-étape de la 22e étape du Tour de France Orléans-Rambouillet est remportée, au sprint devant tout le peloton, par le Belge Ward Sels, 2e le Néerlandais Gerben Karstens, 3e le Néerlandais Henk Nijdam.
- la 2e demi étape contre la montre Rambouillet-Paris est remportée par l'Allemand Rudi Altig, 2e le Belge Ferdinand Bracke à 7 secondes, 3e le Français Raymond Poulidor à 41 secondes. Le Néerlandais Jan Janssen est 11e à 2 minutes 33 secondes, le Belge Van Springel est 12e à 2 minutes 34 secondes, le Français Lucien Aimar est 18e à 3 minutes 1 seconde, l'Espagnol José Momene est 33e à 4 minutes 3 secondes, l'Italien Marcello Mugnaini est 48e à 5 minutes 5 secondes et l'Allemand Karl Heinz Kunde est 71e à 7 minutes 17 secondes. Au classement général le Français Lucien Aimar remporte le Tour de France, 2e Janssen à 1 minute 7 secondes, 3e Poulidor à 2 minutes 2 secondes, qui fait un bond de géant pour monter sur le podium dans la dernière étape. La morale de ce Tour pour Poupou est : "rien ne sert de courir , il faut partir à point". Le Belge Willy Planckaert remporte le classement par point symbolisé par le maillot vert. L'espagnol Julio Jimenez remporte, pour la deuxième fois d'affilée, le Grand Prix de la montagne qui n'a pas encore de maillot distinctif. À noter que, pour la conquête du maillot vert, les équipes des sprinteurs ont verrouillé le Tour jusqu'au Pyrénées.
- 16 juillet : le Belge Léopold Van Den Neste gagne le Circuit du Sud-Ouest Belge.
- 24 juillet : l'Italien Vitto Taccone gagne le Trophée Matteotti.
- 24 juillet : l'Espagnol Antonio Gómez del Moral gagne le Circuit de Getxo.
- 25 juillet : l'Espagnol Antonio Lopez del Moral gagne le Grand Prix de Villafranca.
- 28 juillet : l'Italien Bruno Mealli gagne le Grand Prix de Camaiore.
- 31 juillet : le Néerlandais Gerben Karstens devient champion des Pays-Bas sur route.
- 31 juillet : l'Espagnol Luis Otano devient champion d'Espagne sur route.
- 31 juillet : le Luxembourgeois Edy Schutz devient champion du Luxembourg sur route.
- 31 juillet : l'Allemand Winfried Bölke devient champion de R F A sur route pour la deuxième année d'affilée.
- 31 juillet : le Suisse Paul Zollinger devient champion de Suisse sur route.
- 31 juillet : le Belge Guido Reybroeck devient champion de Belgique sur route.
- 31 juillet : l'Italien Italo Zilioli gagne le Grand Prix de Prato.

### Août
- 2 août : le Belge Joseph Spruyt gagne le Grand Prix de l'Escaut.
- 3 août : le Belge Eddy Merckx gagne Duivenkoers-Overijse.
- 4 août : l'Allemand Rudy Altig gagne le Bol d'Or des Monedières.
- 7 août : l'Italien Gianni Motta gagne les 3 Vallées Varésines pour la deuxième année d'affilée.
- 13 août : l'Italien Raffaele Marcoli gagne le Trophée Bernocchi.
- 14 aout : le Belge Eddy Merckx gagne la 3e étape du Tour du Morbihan Gourin-Hennebont.
- 15 août : le Belge Eddy Merckx gagne la 4e étape du Tour du Morbihan Inzinzac-La Gacilly et le classement général final.
- 14 août : l'Espagnol Jesus Aranzabal gagne la Vuelta a los Puertos.
- 15 août : l'Espagnol Salvador Canet Garcia gagne le Tour d'Aragon.
- 15 août : le Belge Hugo Hellemans gagne la Flèche Anversoise.
- 16 août : l'Espagnol Carlos Echeverria gagne les 3 jours de Leganes.
- 21 août : le Français Jean Claude Theillière devient champion de France sur route.
- 23 août : le Néerlandais Joo de Roo gagne le Grand Prix de Zottegem.
- 27 août : l'Espagnol José Manuel Lopez Rodriguez gagne le Grand Prix de LLodio.
- 27 août : au Nurburgring (R F A) la Belge Yvonne Reinders est championne du monde sur route féminine pour la quatrième fois.
- 27 août : au Nurburgring (R F A) le Néerlandais Evert Dolman devient champion du monde amateur sur route.
- 28 août : l'Allemand Rudi Altig devient champion du monde sur route en s'imposant à domicile au Nürburgring (R F A) devant les Français Jacques Anquetil et Raymond Poulidor qui au paroxysme de leur rivalité se neutralisent et laissent filer Altig.
- 29 août-4 septembre : championnats du monde de cyclisme sur piste à francfort (R F A). L'Italien Giuseppe Beghetto est champion du monde de vitesse professionnelle pour la deuxième année d'affilée.Le Français Daniel Morelon est champion du monde de vitesse amateur. Comme l'an dernier l'Italien Leandro Faggin est champion du monde de poursuite professionnelle, en tout c'est son troisième titre. Le Néerlandais Tiemen Groen est champion du monde de poursuite amateur pour la troisième année d'affilée.
- 28 août : le Belge Ludo Vandromme gagne le Circuit de Dunkerque.
- 30 août : le Français Claude Mazeaud gagne le Grand Prix de Plouay.
- 30 août : le Belge Edward Sels gagne la Coupe Sels. Le nom de la Coupe porte le nom du vainqueur par coïncidence uniquement.

### Septembre
- 4 septembre : l'Italien Adriano Durante gagne Milan-Vignola pour la deuxième fois.
- 4 septembre : le Français Anatole Novak gagne Paris-Luxembourg.
- 5 septembre : le Belge Eddy Merckx gagne le Circuit des Boucles de l'Aulne.
- 6 septembre : le Néerlandais Peter Post gagne le Grand Prix de Brasschaat.
- 11 septembre : l'Italien Michele Dancelli gagne le Tour des Apennins pour la deuxième année d'affilée.
- 15 septembre : le Belge Gilbert Desmet gagne le Grand Prix d'Orchies.
- 15 septembre : le Belge Eddy Merckx gagne le Championnat des Flandres.
- 17 septembre : l'Italien Michéle Dancelli gagne le Tour du Latium. La fédération italienne de cyclisme au lieu de faire disputer le Championnat d'Italie sur route sur circuit préfère désigner le Tour du Lazio comme Championnat d'Italie, Michéle Dancelli devient donc Champion d'Italie pour la deuxième année d'affilée. Les Années suivantes différentes courses italiennes seront désignées pour attribuer le titre de champion d'Italie.
- 18 septembre : le Britannique Dick Goodman devient champion de Grande-Bretagne sur route.
- 18 septembre : le Néerlandais Arie Den Hartog gagne le tour de Catalogne.
- 23 septembre : l'Espagnol Antonio Gómez del Moral gagne le Tour de La Rioja.
- 24 septembre : l'Italien Michele Dancelli gagne le Tour de Vénétie pour la deuxième année d'affilée.
- 24 septembre : le Suisse Vicente Burgal gagne le Grand Prix de Lausanne.
- 25 septembre : le Français Jean Stablinski gagne le Grand Prix d'Isbergues.
- 25 septembre : l'Espagnol Domingo Perurena gagne Subida al Naranco. L'épreuve ne reprendra qu'en 1981.
- 29 septembre : le Français Jacques Anquetil gagne le Grand Prix des Nations pour la neuvième fois en neuf participations. Cette victoire lui assure de remporter le Trophée Super Prestige Pernod pour la quatrième fois. Son compatriote Raymond Poulidor plus présent que lui dans les épreuves Française remporte le Trophée Prestige Pernod pour la deuxième fois. Le Vainqueur du Tour de France , le Français Lucien Aimar remporte le Trophée Promotion Pernod.
- 29 septembre : le Belge Walter Boucquet gagne le Circuit du Houtland.

### Octobre
- 1er octobre : le Belge Willy Derboven gagne la Flèche de Liedekerke.
- 4 octobre : l'Italien Carmine Preziosi gagne le Tour d'Émilie.
- 4 octobre : le Belge Eddy Merckx gagne le Circuit des frontières.
- 9 octobre : le Belge Guido Reybroeck gagne Paris-Tours pour la deuxième fois.
- 6 octobre : l'Italien Franco Bitossi gagne la Coupe Sabatini.
- 10 octobre : le Belge Eddy Merckx gagne la course de côte de Montjuich .
- 11 octobre : le Néerlandais Henk Nijdam gagne le Grand Prix de Clôture.
- 16 octobre : l'Italien Vittorio Adorni gagne le Grand prix de Lugano.
- 19 octobre : l'Italien Felice Gimondi gagne la Coppa Agostoni.
- 22 octobre : l'Italien Felice Gimondi gagne son premier tour de Tour de Lombardie en battant au sprint Eddy Merckx, Raymond Poulidor et Jacques Anquetil.
- 29 octobre : l'Italien Felice Gimondi gagne la Coupe Placci.

### Novembre
- 4 novembre : la paire Belge Eddy Merckx-Ferdinand Bracke gagne le Trophée Baracchi.

## Principaux champions nationaux sur route
- Allemagne : Winfried Boelke (Peugeot-BP-Michelin)
- Belgique : Guido Reybrouck (Romeo-Smith's)
- Espagne : Luís Otaño (Fagor)
- France : Jean-Claude Theillière (Ford France-Geminiani)
- Italie : Michele Dancelli (Molteni)
- Pays-Bas : Gerben Karstens (Televizier - Batavus)

## Principales naissances
- 4 février : Viatcheslav Ekimov, cycliste russe.
- 5 mars : Mario De Clercq, cycliste belge.
- 9 mars : Giorgio Furlan, cycliste italien.
- 7 mai : Andrea Tafi, cycliste italien.
- 8 avril : Melchor Mauri, cycliste espagnol.
- 10 mai : Imelda Chiappa, cycliste italienne.
- 21 juin : Luca Gelfi, cycliste italien. († 3 janvier 2009).
- 2 juillet : Peter De Clercq, cycliste belge.
- 4 août : Luc Leblanc, cycliste français.
- 10 août : Udo Bölts, cycliste allemand.
- 8 septembre : Daniele Pontoni, cycliste italien.
- 15 octobre : Roberta Bonanomi, cycliste italienne.
- 13 décembre : Angelo Lecchi, cycliste italien.
- 25 décembre : Sandra Schumacher, cycliste allemande.

## Principaux décès
- 25 janvier : Miguel Bover, cycliste espagnol. (° 14 février 1928).
- 10 avril : Henri Van Lerberghe, cycliste belge. (° 29 janvier 1891).
- 2 mai : Jean Rossius, cycliste belge. (° 27 décembre 1890).
- 25 mai : Joseph Somers, cycliste belge. (° 29 mai 1917).
- 25 juillet : Paul Le Drogo, cycliste français. (° 16 février 1905).
- 9 septembre : Marcel Godard, cycliste français. (° 9 avril 1884).
- 29 octobre : Robert Charpentier, cycliste français. (° 4 avril 1916).
- 5 décembre : Sylvère Maes, cycliste belge. (° 22 août 1909).